# Waterland Vijfje
Het Waterland Vijfje is een Nederlandse herdenkingsmunt van 5 euro uitgebracht op 28 oktober 2010. De munt symboliseert de verbondenheid die Nederland als natie heeft met water. Deze verbondenheid varieert van het leren zwemmen als kleuter tot de dijken die de zee tegenhouden.
De munt is, zoals alle Nederlandse munten sinds 1830, in opdracht van het ministerie van Financiën bij de Koninklijke Nederlandse Munt te Utrecht geslagen. Het ontwerp is van de hand van Esther Tielemans, Thomas Bennen en Raza grafisch ontwerp.
De eerste slag werd verricht door Prins Willem-Alexander. Minister Jan Kees de Jager was gastheer van de ceremonie.

## Thema
De munt symboliseert de verbondenheid die het land Nederland heeft met het water. De munt wordt op de voorzijde, de zogenoemde beeldenaar, horizontaal in twee helften verdeeld. De bovenste helft staat voor het land, de onderste helft voor het water. In beide helften wordt koningin Beatrix getoond tezamen met de tekst BEATRIX KONINGIN DER NEDERLANDEN. In de onderste helft is dit in spiegelbeeld gedaan.
Op de keerzijde wordt Nederland verticaal in tweeën gedeeld, de ene helft is laag Nederland en de andere helft is hoog Nederland.

## Specificaties
De specificaties van de circulatiemunt gelden ook voor de Eerste Dag Uitgifte. 
|           | Circulatie Vijfje       | Proof Vijfje            | Tientje              |
| --------- | ----------------------- | ----------------------- | -------------------- |
| Metaal:   | verzilverd koper        | zilver 925/1000         | goud 900/1000        |
| Gewicht:  | 10,5 gram               | 15,5 gram               | 6,72 gram            |
| Diameter: | 29 mm                   | 33 mm                   | 22,5 mm              |
| Oplage:   | Onbekend                | 17.500                  | 4.500                |
| Rand:     | * GOD * ZIJ * MET * ONS | * GOD * ZIJ * MET * ONS | Fijn geribbelde rand |

Gulden herdenkingsmunten:

Dubbelkop 1980 · Unie van Utrecht · Voetbalvijfje

Nederlandse euro-herdenkingsmunten:

herdenkingsmunten van € 2: Erasmusmunt · Dubbelkop Beatrix-Willem-Alexander · 200 jaar koninkrijk

meerwaardeherdenkingsmunten:

Zilveren vijfjes: Vincent van Gogh Vijfje · Europamunt · Koninkrijksmunt · Vredes Vijfje · Belasting Vijfje · Australië Vijfje · Rembrandt Vijfje · Michiel de Ruyter Vijfje · Architectuur Vijfje · Manhattan Vijfje · Japan Vijfje · Max Havelaar Vijfje · Waterland Vijfje · Schilderkunst Vijfje · Muntgebouw Vijfje · WNF Vijfje · Tulpen Vijfje · Beeldhouwkunst Vijfje · Grachtengordel Vijfje · Vrede van Utrecht Vijfje · Rietveld Vijfje · Vredespaleis Vijfje · De Nederlandsche Bank Vijfje · Van Nelle Vijfje · Waterloo Vijfje · Wadden Vijfje · Jheronimus Bosch Vijfje · Stelling van Amsterdam Vijfje · Johan Cruijff Vijfje · Fanny Blankers-Koen Vijfje · Schokland Vijfje · Wageningen Universiteit Vijfje · Luchtvaart Vijfje · Beemster Vijfje · Market Garden Vijfje · Jaap Eden Vijfje

Zilveren tientjes: Huwelijksmunt · Geboortemunt · Jubileummunt · Koningstientje · Verjaardagstientje
Caribisch Nederland: BES-dollar (2011, 2013)